# Кедровая (приток Озёрной)
Кедровая — река в России, протекает по Томской области и Красноярском крае. Устье реки находится в 20 км по правому берегу реки Озёрная. Длина реки составляет 117 км, площадь водосборного бассейна 809 км². Высота устья — 103 м над уровнем моря. Высота истока — 165,1 м над уровнем моря.

## Притоки
- Короткий
- Кедровый
- Лесной
- Короткий
- 107 км: Правая Кедровая

## Данные водного реестра
По данным государственного водного реестра России относится к Верхнеобскому бассейновому округу, водохозяйственный участок реки — Кеть, речной подбассейн реки — бассейн притоков (Верхней) Оби от Чулыма до Кети. Речной бассейн реки — (Верхняя) Обь до впадения Иртыша.